# Mimas tiliae
Mimas tiliae, lipin ljiljak, noćni je leptir širokog rasprostranjenja iz porodica ljiljaka. Prisutan je širom Evrope i u umerenim područjima Azije.

## Stanište
S obzirom na to da je lipin ljiljak relativno česta vrsta, staništa uključuje šumska rubove i čistine, parkove, bašte, poljoprivredne površine sa prisutnim listopadnim stablima i slično. I latinski i srpski naziv vrste upućuju na biljku hraniteljku, lipu, pri čemu je najveći broj nalaza sa srebrne lipe (Tilia tomentosa). Pored toga, beležene su i brest (rod Ulmus), breza (rod Betula) i jova (rod Alnus).

## Opis vrste

### Morfologija i životni ciklus
Jaja su sferična, sjajna i svetlo zelena i polažu se pojedinačno ili u paru na naličje lista biljke hraniteljke. Gusenice je moguće pronaći od juna do septembra, a vrsta generalno ima jednu generaciju, sa mogućnošću druge pod određenim klimatskim uslovima i u zavisnosti od geografskog područja. Tek izlegle gusenice su zelene i karaksterističan rog ili trnolika struktura na repnom kraju tela je veoma dug. Telo mladih gusenica je prošarano belim transverzalnim markacijama i glava je veoma istaknuta i zašiljena. Zrelije gusenice dobijaju intenzivnije markacije žute boje i dodatne supraspirakularne tačkaste markacije crvenkastog obojenja. Rog je takođe crvenkast. Kada gusenica dostigne punu veličinu, prestaje sa hranjenjem i kreće u potragu za mestom za ulutkavanje. Ovo je ujedno i period kada se gusenice najčešće sreću. Ovo prati i promena boje, čitav integument je nedefinisane boje mesa, a rog postaje intenzivno plav. Ulutkavanje se vrši unutar kore drveta, u šumskoj stelji, ili plitko pod zemljom. Stadijum u kom vrsta prezimljava je lutka, krupna, tamna, sa zaoštrenim vrhom i grube teksture. Eklozija se dešava u maju i junu. Adulti pokazuju polni dimorfizam, pri čemu je raspon krila u opsegu od 60--80mm. Mužjak je manji ali intenzivnije markiran od ženke. Boje zavise od temperaturnih uslova u kojima je živela lutka, pa tako postoji više formi. Kao i ostali pripadnici tribusa Smerinthini, adulti vrste Mimas tiliae imaju specifičan oblik krila i zelenu kao osnovnu boju.

### Ekologija adulta
Po ekloziji, adulti suše krila prosečno sat vremena odmarajući se na vegetaciji. Iste večeri u sumrak mužjaci lete u potrazi za ženkama. One ne lete pre parenja. Generalno su noćni letači, ali ih privlači i veštačko osvetljenje. Ne hrane se. Kopulacija traje do 20 sati, pri čemu par visi tako što je mužjak ispod ženke.

## Literatura
- Chinery, Michael Collins Guide to the Insects of Britain and Western Europe 1986 (Reprinted 1991)
- Skinner, Bernard Colour Identification Guide to Moths of the British Isles 1984
- Pittaway, A. R. (2018). „Mimas Hübner, [1819]”. Sphingidae of the Western Palaearctic. Приступљено 12. 12. 2018.